# إيبوكسيد

الصيغة العامة للإيبوكسيدات

الإيبوكسيد هو إيثر حلقي مكون من ثلاث ذرات. تكون الحلقة عبارة عن مثلث متساوي الأضلاع تحتل ذرة الأكسجين أحد رؤوسه، أي أنه مركب حلقي غير متجانس. نظراً لوجود الحلقة الثلاثية التي تتميز بتوترها بشكل كبير، فإن للإيبوكسيدات نشاطاً كيميائياً أكبر منه للإيثرات.
إن المركبات الحاوية على الإيبوكسيد تدعى إيبوكسيدات، وأبسط هذه المركبات هو أكسيد الإيثيلين الذي يدعى الأكسيران، والذي يشابه حلقي البروبان في البنية، لذلك تسمى الإيبوكسيدات أيضاً بالأكسيرانات.
يعد الإيبوكسيد من المجموعات الوظيفية، وتستعمل السابقة إيبوكسي epoxy للتسمية. تطلق نفس التسمية المختصرة أي إيبوكسي على البوليمر الحاوي على وحدات من الإيبوكسيد Polyepoxide والذي يستعمل بشكل واسع في صناعة اللواصق.